# 杜安·汉森
杜安·汉森，美国雕塑家。出生于明尼苏达州亚历山大。其早期雕塑风格偏传统，后成为照相写实主义的一员，与波普艺术有紧密联系。主要的雕塑是真人大小的人像，雕塑材料包括聚酯树脂、玻璃纤维、邦度和铜等。作品反映政治、社会和城市生活，代表作有《战争》、《推货的妇女》等。